# Mistrzostwa Oceanii U-20 w piłce nożnej kobiet
Mistrzostwa Oceanii U-20 w piłce nożnej kobiet (ang. OFC Women's U-20 Qualifying Tournament) – turniej piłkarski w Oceanii organizowany co dwa lata przez OFC (ang. Oceania Football Confederation) dla zrzeszonych reprezentacji krajowych kobiet do lat 20. Pełnią funkcję kwalifikacji do mistrzostw świata U–20 – do światowego czempionatu awansuje tylko najlepszy zespół danej edycji turnieju Oceanii.

## Historia
Zapoczątkowany został w 2002 roku przez OFC jako Mistrzostwa Oceanii U-19 w piłce nożnej kobiet. Rozgrywki zostały rozegrane na stadionach Tonga. W turnieju finałowym 2002 uczestniczyły reprezentacje Australii, Fidżi, Nowej Zelandii, Samoa, Samoa Amerykańskiego, Tonga i Wysp Cooka. Drużyny zostały podzielone na 2 grupy, a potem czwórka najlepszych zespołów systemem pucharowym wyłoniła mistrza. Pierwszy turniej wygrała reprezentacja Australii.
W II edycji reprezentacje Nowej Zelandii, Wysp Cooka, Tahiti, Fidżi, Samoa i Vanuatu zrezygnowały z turnieju, dlatego w finale pozostało tylko 3 zespoły.
Od IV edycji w turnieju finałowym uczestniczyły tylko 4 drużyny, które systemem kołowym walczyły o miejsca na podium.
W 2010 została zmieniona nazwa na Mistrzostwa Oceanii U-20 w piłce nożnej kobiet.

## Finały
| Rok            | Gospodarz         |                          | Finał                    | Finał                    | Finał             |               | Mecz o 3 miejsce   | Mecz o 3 miejsce | Mecz o 3 miejsce |  | Liczba finalistów |
| Rok            | Gospodarz         | Mistrz                   | Wynik                    | Wicemistrz               | Trzecie miejsce   | Wynik         | Czwarte miejsce    |                  |                  |  | Liczba finalistów |
|                |                   | Mistrzostwa Oceanii U-19 | Mistrzostwa Oceanii U-19 | Mistrzostwa Oceanii U-19 |                   |               |                    |                  |                  |  |                   |
| -------------- | ----------------- | ------------------------ | ------------------------ | ------------------------ | ----------------- | ------------- | ------------------ | ---------------- | ---------------- |  | ----------------- |
| 2002 Szczegóły | Tonga             | Australia                | 6:0                      | Nowa Zelandia            | Tonga             | 2:0           | Samoa              | 7                |                  |  |                   |
| 2004 Szczegóły | Papua-Nowa Gwinea | Australia                | format ligowy            | Papua-Nowa Gwinea        | Wyspy Salomona    | format ligowy | -                  | 3                |                  |  |                   |
| 2006 Szczegóły | Samoa             | Nowa Zelandia            | 6:0                      | Tonga                    | Papua-Nowa Gwinea | 4:1           | Samoa              | 8                |                  |  |                   |
|                |                   | Mistrzostwa Oceanii U-20 |                          |                          |                   |               |                    |                  |                  |  |                   |
| 2010 Szczegóły | Nowa Zelandia     | Nowa Zelandia            | format ligowy            | Wyspy Cooka              | Tonga             | format ligowy | Samoa Amerykańskie | 4                |                  |  |                   |
| 2012 Szczegóły | Nowa Zelandia     | Nowa Zelandia            | format ligowy            | Papua-Nowa Gwinea        | Nowa Kaledonia    | format ligowy | Samoa              | 4                |                  |  |                   |
| 2014 Szczegóły | Nowa Zelandia     | Nowa Zelandia            | format ligowy            | Papua-Nowa Gwinea        | Tonga             | format ligowy | Vanuatu            | 4                |                  |  |                   |
| 2015 Szczegóły | Tonga             | Nowa Zelandia            | format ligowy            | Samoa                    | Vanuatu           | format ligowy | Nowa Kaledonia     | 5                |                  |  |                   |
| 2017 Szczegóły | Nowa Zelandia     | Nowa Zelandia            | format ligowy            | Fidżi                    | Papua-Nowa Gwinea | format ligowy | Nowa Kaledonia     | 6                |                  |  |                   |
| 2019 Szczegóły | Wyspy Cooka       | Nowa Zelandia            | 5:2                      | Nowa Kaledonia           | Tahiti            | 4:1           | Vanuatu            | 11               |                  |  |                   |
| 2023 Szczegóły | Fidżi             | Nowa Zelandia            | 7:0                      | Fidżi                    | Samoa             | 2:1           | Wyspy Cooka        | 10               |                  |  |                   |

## Statystyki
| Lp. | Drużyna           | Mistrz | Wicemistrz | Lata triumfów                                      |
| --- | ----------------- | ------ | ---------- | -------------------------------------------------- |
| 1.  | Nowa Zelandia     | 8      | 1          | 2006, 2010*, 2012*, 2014*, 2015, 2017*, 2019, 2023 |
| 2.  | Australia         | 2      | 0          | 2002, 2004                                         |
| 3.  | Papua-Nowa Gwinea | 0      | 3          |                                                    |
| 4.  | Fidżi             | 0      | 2          |                                                    |
| 4.  | Nowa Kaledonia    | 0      | 1          |                                                    |
| 4.  | Samoa             | 0      | 1          |                                                    |
| 4.  | Tonga             | 0      | 1          |                                                    |
| 4.  | Wyspy Cooka       | 0      | 1          |                                                    |

* = jako gospodarz.